# Белявский, Михаил Тимофеевич
Михаи́л Тимофе́евич Беля́вский (21 ноября 1913, Горки — 11 февраля 1989, Москва) — советский историк, археограф, краевед Москвы, доктор исторических наук, профессор МГУ. Специалист по М. В. Ломоносову и истории Московского университета.

## Биография
Михаил Белявский родился 21 ноября 1913 года в селе Горки (ныне — в Ярцевском районе Смоленской области) в семье священника. В 1930 году окончил школу и устроился на работу учителем географии в школе в Краснопресненском районе Москвы. В то же время учился на вечернем отделении географического факультета Московского городского педагогического института, который окончил в 1937 году.
После начала Великой Отечественной войны ушёл на фронт. В боях получил несколько ранений. Закончил войну в звании майора. Был награждён орденами Отечественной войны I и II степени, Красной Звезды, медалями «За оборону Москвы», «За взятие Кенигсберга».
В 1948 году поступил в аспирантуру исторического факультета МГУ и начал преподавательскую работу. В 1953 году защитил кандидатскую диссертацию «М. В. Ломоносов и основание Московского университета». С 1963 года — доктор исторических наук (диссертация «Крестьянский вопрос в России накануне восстания Е. И. Пугачёва»); с 1965 года — профессор. В университете читал курс отечественной истории.
Занимался исследованием истории России XVIII века. Участвовал в создании книг «История Московского университета. 1755—1955» (1955), «Очерки русской культуры XVIII века» (1986—1989). В 1970 году в соавторстве с В. В. Сорокиным написал книгу «Наш первый, наш Московский, наш Российский», посвящённую университету. В 1980 году вышла его книга «Их имена увековечены в Москве. Учёные и питомцы Московского университета».
Белявский был одним из основателей ВООПИиК, он был председателем секции памятников истории советского общества. Много внимания уделял изучению топонимики и памятных мест Москвы, связанных с героями Великой Отечественной войны. Занимался исследованием московских некрополей: Ваганьковского, Новодевичьего и Преображенского кладбищ.
Супруга — историк-полонист И. М. Белявская.
Михаил Белявский скончался в Москве 11 февраля 1989 года. Похоронен на Химкинском кладбище.